# Serdar Özer
Serdar Özer (Istanbul, 21 gennaio 1981) è un attore turco, noto per aver interpretato il ruolo del Procuratore Serhat Savasturk nella serie Brave and Beautiful (Cesur ve Güzel).

## Biografia
Serdar Özer è nato il 21 gennaio 1981 a Istanbul (Turchia), fin da piccolo ha mostrato un'inclinazione per la recitazione.

## Carriera
Serdar Özer ha studiato management turistico-alberghiero alla Girne Amerikan Üniversitesi, in Kyrenia, nel Cipro del Nord. Nel 2003 ha iniziato la sua carriera da attore nella serie Hekimoglu. Nel 2004 ha ricoperto il ruolo di Haci nel film televisivo Ince Haci diretto da Zeynep Tor.
Nel 2005 ha interpretato il ruolo di Akin Çelebi nella serie Yanik koza. Nello stesso anno ha ricoperto il ruolo di Ahmed nel film televisivo Memleket hikayeleri: Molla Ahmed diretto da Murat Saraçoglu. L'anno successivo, nel 2006, ha interpretato il ruolo di Cem nel film D@bbe diretto da Hasan Karacadag.
Nel 2007 ha interpretato il ruolo di Bulut nella serie Yarali Yürek. Nel 2009 ha ricoperto il ruolo di Emre Soydas nella serie Hesaplasma. Nel 2013 ha interpretato il ruolo di Burak Aslan nella miniserie Emret Komutanim Yeniden. Nello stesso anno ha recitato nella serie Osmanlida Derin Devlet.
Nel 2014 e nel 2015 ha interpretato il ruolo di Maksut Karakoyunlu nella serie Kaderimin Yazildigi Gün. Nel 2016 e nel 2017 ha ricoperto il ruolo di Engin Kargi nella serie Bana Sevmeyi Anlat.
Nel 2017 è stato scelto per interpretare il ruolo del Procuratore Serhat Savasturk nella serie Brave and Beautiful (Cesur ve Güzel) e dove ha recitato insieme ad attori come Kıvanç Tatlıtuğ e Tuba Büyüküstün. Nel 2017 e nel 2018 ha interpretato il ruolo di Yagiz nella serie Kizlarim için. Dal 2019 al 2021 è entrato a far parte del cast della serie Hercai, nel ruolo di Cihan Sadoglu. Nel 2021 e nel 2022 ha ricoperto il ruolo di Apollon nella serie Bir Zamanlar Kibris. Nel 2022 ha interpretato il ruolo di Barkin Bey nella serie Kurulus: Osman.

## Filmografia

### Cinema
- D@bbe, regia di Hasan Karacadag (2006)

### Televisione
- Hekimoglu – serie TV (2003)
- Ince Haci, regia di Zeynep Tor – film TV (2004)
- Yanik koza – serie TV (2005)
- Memleket hikayeleri: Molla Ahmed, regia di Murat Saraçoglu – film TV (2005)
- Yarali Yürek – serie TV (2007)
- Hesaplasma – serie TV (2009)
- Emret Komutanim Yeniden – miniserie TV (2013)
- Osmanlida Derin Devlet – serie TV (2013)
- Kaderimin Yazildigi Gün – serie TV (2014-2015)
- Bana Sevmeyi Anlat – serie TV (2016-2017)
- Brave and Beautiful (Cesur ve Güzel) – serial TV (2017)
- Kizlarim için – serie TV (2017-2018)
- Hercai - Amore e vendetta (Hercai) – serie TV (2019-2021)
- Bir Zamanlar Kibris – serie TV (2021-2022)
- Kurulus: Osman – serie TV (2022)